# Ross Ihaka

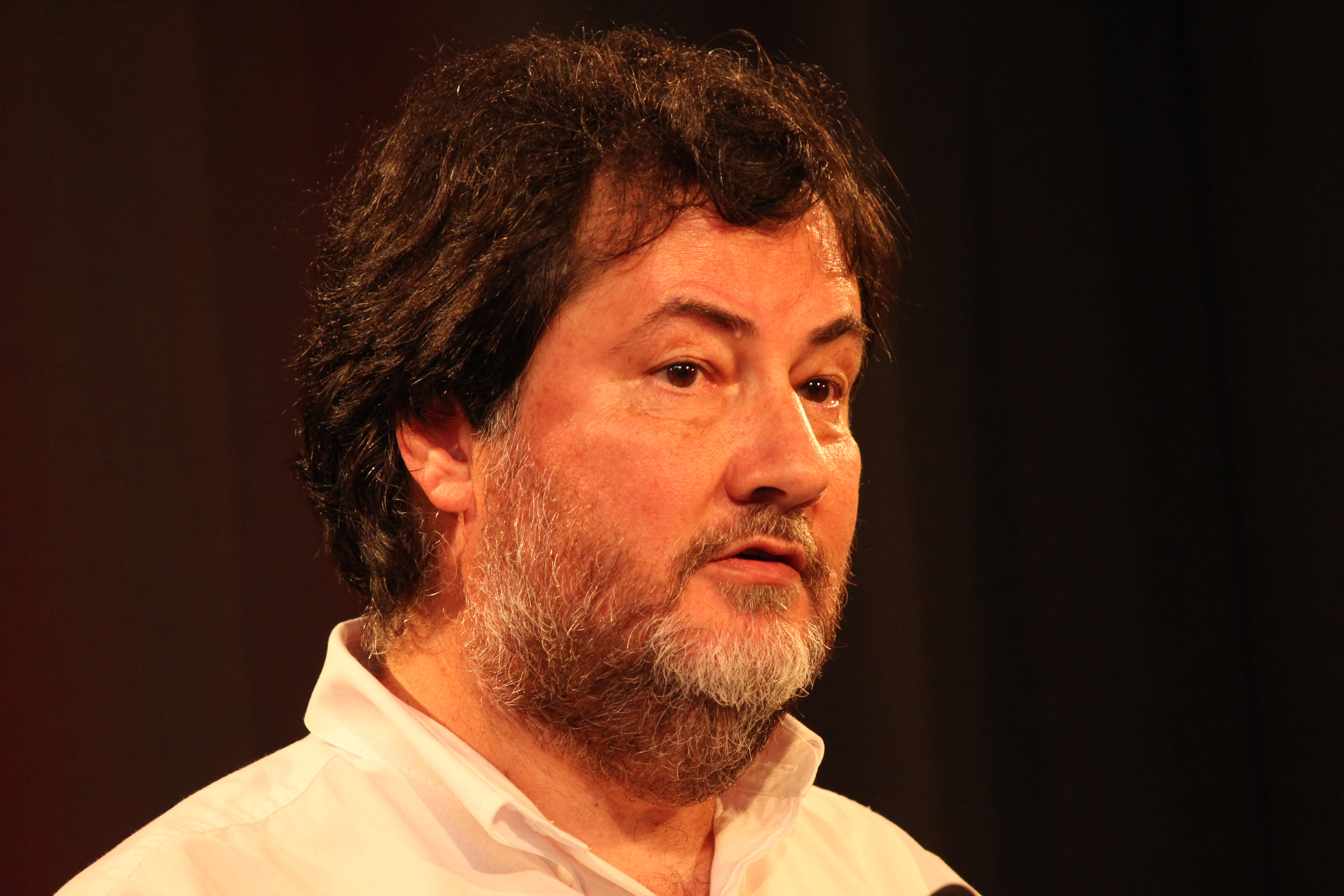
Ihaka bei den New Zealand Open Source Awards (2010)

George Ross Ihaka (* 1954 in Waiuku) ist ein neuseeländischer Statistiker und Associate Professor an der University of Auckland. Zusammen mit Robert Gentleman entwickelte er die statistische Programmiersprache R.
Ross Ihaka wurde 1954 mit maorischem Ursprung (Ngāti Kahungunu / Ngāti Pākehā) geboren. Im Dezember 1985 wurde ihm der Ph. D in Statistics an der University of California, Berkeley verliehen. Nach Lehrtätigkeiten an der Yale University und dem Massachusetts Institute of Technology kehrte er Anfang der 1990er Jahre nach Neuseeland zurück und entwickelte zusammen mit Robert Gentleman die Programmiersprache R an der University of Auckland. 1993 wurde sie als freie Implementierung der statistischen Programmiersprache S veröffentlicht. Antrieb der beiden Forscher waren die veränderten Scoping-Eigenschaften sowie die Speicherverwaltung. Zudem konnten sie den offenen Quellcode gut für Demonstrationszwecke in der Lehre an der Universität verwenden.
Für die Entwicklung von R erhielten Gentleman und Ihaka 2008 die Pickering Medal der Royal Society of New Zealand. Ihaka forscht momentan im Bereich statistischer Software und Grafiken, insbesondere bezüglich Software, die ähnlich gut wie R für statistische Berechnungen ist, jedoch besser mit großen Datenmengen umgehen kann und wesentlich schneller ist.
Ihaka ist Vater zweier Töchter und geschieden.